# Майер, Флориан (теннисист)
Флориан Майер (нем. Florian Mayer; родился 5 октября 1983 года в Байройте, ФРГ) — немецкий профессиональный теннисист; победитель двух турниров ATP в одиночном разряде; двукратный обладатель Командного кубка мира (2005, 2011) в составе национальной сборной Германии.

## Общая информация
Флориан — старший из двух сыновей Бернда и Сабины Майеров; его брата зовут Михаэль.
Немец в теннисе с пяти лет; любимое покрытие — грунт. Во внетурнирное время Майер тренируется в теннисном клубе в Оберхахинге.

## Спортивная карьера

### Начало карьеры
Флориан весьма успешно выступал уже в юниорские годы, сумев в соревнованиях старшей возрастной группы отметиться рядом титулов на европейских турнирах уровня G2 и G1, а также сыграв четвертьфиналы на юниорском «Ролан Гаррос» и на чемпионате Европы. В июне 2001 года он поднялся в юниорском рейтинге на максимальную для себя — 8-ю позицию.
Первый опыт игр в протуре начались для немца в 1999 году, когда он время от времени стал участвовать в отборочных турнирах соревнований серии «фьючерс» и «челленджер». Первые турниры не принесли особых результатов и лишь к 2001 году Флориан смог одержать несколько побед на подобном уровне чтобы впервые попасть в рейтинг ATP. Следующие несколько лет уходят на оттачивание элементов игры и привыкание к новому уровню соперников: Майер постепенно поднимается в классификации, но основные его успехи приходятся на весьма небольшие турниры; осенью 2003 года 19-летний спортсмен делает качественный скачок в результатах: в сентябре немец регулярно играет в четвертьфиналах на «челленджерах» и выигрывает свой первый титул на подобном уровне, переиграв в финале турнира в Санкт-Петербурге Михала Мертиняка. 
На следующий год прогресс Флориана выходит на новый уровень: в январе он дошёл до полуфинала сильного по составу «челленджера» в Новой Каледонии, а следом дебютировал на турнирах серии Большого шлема — на Открытом чемпионате Австралии, где сходу прошёл отборочное сито квалификации и пробился во второй раунд основы, переиграв в своём дебютном матче на подобном уровне Ришара Гаске. Эти январские успехи заметно подняли веру Майера в себя и вскоре он стал регулярно играть на решающих стадиях «челленджеров» и в марте выиграл один из них в Мексике. В апреле, пройдя квалификацию на соревнования в Оэйраше, Майер впервые смог выйти в полуфинал и на соревнованиях основного тура. Этот результат позволил впервые в рейтинге подняться в топ-100. Однако в мае ему пришлось сыграть квалификацию, чтобы попасть на Открытом чемпионате Франции, где он повторил свой австралийский результат, обыграв в первом круге основы шестнадцатую ракетку посева — Фернандо Гонсалеса из Чили.
Летом 2004 года на Уимблдоне Майер вышел в дебютный четвертьфинал Большого шлема, попутно записав на свой счёт победу над третьей ракеткой мира — аргентинцем Гильермо Корией. В июле он смог выйти в четвертьфинал турнира в Кицбюэле. Несколько раз Флориан имел шанс сыграть и на олимпийском теннисном турнире, но принял участие только в Олимпийских играх в Афинах, однако проиграл в первом же раунде Томашу Бердыху. В сентябре Майер вышел в полуфинал турнира в Бухаресте, а затем дебютировал в составе сборной Германии в Кубке Дэвиса (немцы проиграли словакам в матче плей-офф мировой группы турнира 2-3, а Майер уступил обе свои одиночные встречи). Стабильная игра в протуре позволила немцу войти в топ-40 и финишировать на 35-м месте.  По итогам сезона Флориан был отмечен наградой ATP, как лучший новичок года.
За ярким стартом на элитном уровне последовал спад. Флориан закрепился в первой сотне одиночного рейтинга, регулярно играл в основных сетках турниров Большого шлема и турниры основного тура. За первую половину сезона 2005 года его лучшим достижением стал четвёртый раунд мастерса в Майами. Весной 2005 года он сыграл свой первый финал в паре — в Мюнхене (вместе с Александром Васке). На Уимблдоне единственный раз в году смог выиграть матчи на Большом шлеме и пройти в третий раунд. В августе Майер вышел в первый финал туре в одиночном разряде — в Сопоте в полуфинале был обыгран игрока из топ-10 Гильермо Корию, а в финале уступил Гаэлю Монфису.
В 2006 году после вылета  на старте Ролан Гаррос Майер выиграл «челленджер» в Германии. В июле он выиграл ещё один «челленджер» в Финляндии, а затем уже в основном туре смог  второй год подряд попасть в финал турнира в Сопоте, где он проиграл Николаю Давыденко. Затем он выиграл ещё один титул младшей серии «челленджер» в Австрии.

### 2007—2011 (первый титул в туре и попадание в топ-20)
На Открытом чемпионате Австралии 2007 года Майер единственный раз в сезоне вышел в третий раунд Большого шлема. В том сезоне он отметился тремя четвертьфиналами в туре, трижды играл в финалах на «челленджерах» и смог обыграть на турнире в Халле № 3 в мире Николая Давыденко.
Стабильные выступления с редкими всплесками продолжались до конца весны 2008 года, когда Майер неудачно травмировал кисть левой руки, выбыв из строя на семь месяцев и сделав операцию на указательном пальце. За время простоя Флориан скатился в пятую сотню рейтинга. Возвращение в 2009 году в протур получилось уверенным, но не очень стремительным. На первом турнире — «челленджере» в Нумеа он вышел в финал. В том году немец лишь раз заявился на турнир Большого шлема — в Австралии (где привычно пробился из квалификации во второй раунд основы). Сезон он провёл в основном на «челленджерах» (два титула за сезон). Подобный подход в сочетании с правильно составленным турнирным графиком принёс свои плоды — в сентябре Флориан вернул потерянные позиции, вновь уверенно обосновавшись в топ-100.
В 2010 году он ещё прибавил. Стартовал он с выигрыша «челленджера» в Нумеа. На Открытом чемпионате Австралии прошёл в третий раунд. В марте в США он выиграл второй «челленджер» за сезон. Пропустив Ролан Гаррос, он сыграл на Уимблдоне и дошёл до третьего раунда. В июле Майеру удалось выйти в полуфинал грунтового турнира в Гамбурге. В октябре на зальном хардовом турнире в Стокгольме он прошёл в финал, обыграв среди прочих пятую ракетку мира Робина Сёдерлинга в 1/4 финала. В решающем матче он проиграл Роджеру Федереру со счётом 4:6, 3:6.
2011 год стал самым продуктивным в карьере Майера. Начал он его с четвертьфинала в Брисбене и полуфинала в Сиднее. Однако на Австралийском чемпионате он проиграл во втором раунде Кэю Нисикори. После этого немец смог выйти в полуфинал зального турнира в Загребе. Из неплохих результатов на харде весной можно отметить ещё четвертьфинал турнира в Дубае и выход в четвёртый круг на мастерсе в Майами. В грунтовой части сезона Майер отметился выходом в финал турнира в Мюнхене, где проиграл Николая Давыденко в трёх сетах. После этого поднялся в рейтинге в топ-30. На статусном мастерсе в Риме он смог выйти в четвертьфинал. Затем Майер второй раз в карьере помог Германии выиграть неофициальный Командный Кубок мира (до этого в 2005 году). Между 2005 и 2012 годами он регулярно привлекался в заявку команды Германии, пропустив лишь два турнира. Немцы в этот период дважды доходили до финала и выигрывали титулы, а Майер внёс свой посильный вклад в успех команды будучи одними из двух постоянных участников одиночных матчей.
Ролан Гаррос и Уимблдон завершился во втором раунде, однако это не помешало Майеру занять в июне 2011 года обновить свои пиковые достижения в обоих рейтингах (в одиночном поднявшись на 18-ю строчку). В августе Флориан удачно провёл два североамериканских турнира серии мастерс в парном разряде, добившись двух полуфиналов (сначала с Томашем Бердыхом в Монреале, а затем вместе с Хуаном Себастьяном Кабалем в Цинциннати). На Открытом чемпионате США он впервые вышел в третий раунд. В сентябре с пятой попытки выиграл финал соревнования основного тура ассоциации в одиночном разряде, переиграв в решающем матче бухарестского трофея Пабло Андухара. Через несколько недель Майер обновил результат своей самой статусной победы, одолевв в третьем раунде мастерса в Шанхае тогдашнюю вторую ракетку мира Рафаэля Надаля. По итогам успешного для себя сезона он занял 23-е место в рейтинге.

### 2012—2018 (второй титул в туре и завершение карьеры)
В начале 2012 года Майер стал испытывать проблемы со здоровьем и пропустил Открытый чемпионат Австралии из-за болей в бедре. В марте на мастерсе в Индиан-Уэллсе удалось обыграть № 10 в мире Джона Изнера и выйти в четвёртый раунд. После вылета во втором раунде Открытого чемпионата Франции Майер для поддержания формы сыграл на «челленджере» в Простеёве и стал его победителем. На Уимблдоне Флориан второй раз в карьере вышел в четвертьфинал на турнирах Большого шлема (до этого также на Уимблдоне в 2004 году). В 2012 году причиной неучастия Майера в Олимпийских играх стали жёсткие критерии отбора национальной федерации (при этом Флориан в тот момент был 29-й ракеткой мира в одиночном рейтинге и первой ракеткой страны).В октябре Майер впервые в сезоне вышел в полуфинал основного тура, достигнув этой стадии на турнире в Пекине. Второй сезон подряд немец финишировал в итоговом рейтинге в топ-30.
В апреле 2013 года Майер достиг полуфинала на турнире в Бухаресте, а затем сыграл в 1/4 финала в Мюнхене. В июне также в четвертьфинал он вышел в Халле, а после вылета с Уимблдона победил на «челленджере» в Брауншвейге. Четвертьфинала он достиг ещё в июле на турнире в Гамбурге, а на Открытом чемпионате США вышел в третий раунд, в котором уступил  Энди Маррею. В сентябре удалось выйти в полуфинал в зале турнира в Меце. В октябре на мастерсе в Шанхае Майер обыгал № 4 в мире Давида Феррера и вышел в четвертьфинал. Год он закончил на 40-м месте рейтинга.
2014 год начался для Майера с хороших результатов. На первом в сезоне турнире в Дохе во втором раунде был переигран № 4 в мире Энди Маррей, а после победы над румыном Ханеску удалось выйти в полуфинал. На Открытом чемпионате Австралии Майер впервые в карьере доиграл до четвёртого раунда. Затем он помог сборной Германии одолеть в первом раунде Кубка Дэвиса сильную команду Испании, обыграв во втором матче Фелисиано Лопеса в пяти сетах. В марте на мастерсе в Майами снялся с турнира из-за травмы паха. Майер был вынужден пропустить остаток сезона и начало следующего.
После более годового отсутствия в туре Майер вернулся на корт на мастерсе в Монте-Карло. Находясь за переделами топ-500 для участия в турнирах он получил «защищенный рейтинг». Первого четвертьфинала после возвращения удалось добиться в июне на траве в Халле. После поражения в первом раунде Открытого чемпионата США немец был вынужден вновь взять паузу в игре до апреля следующего года.
После очередного возвращения найти былую форму сразу не удалось. Однако он хорошо смог проявить себя в травяном отрезке в июне. Сначала он попал через квалификацию на турнир в Штутгарте и вышел в четвертьфинал. Затем, благодаря «защищенному рейтингу» получил приглашение на турнир в Халле и неожиданно смог стать его победителем. В полуфинале он одолел № 7 в мире Доминика Тима (6:3, 6:4), а в титульном матче более молодого соотечественника Александра Зверева (6:2, 5:7, 6:3). Второй титул ATP в карьере позволил прыгнуть в рейтинге со 192-го на 80-е место. Однако уже на следующем турнире — Уимблдоне, Тим смог взять реванш за свое поражение, обыграв Майера в первом раунде. В августе немец выиграл два «челленджера» (в Портороже и Мербуше). Между этими турнирами он последний раз в карьере выступил за сборную в Кубке Дэвиса и помог переиграть в матче за участие в Мировой группе сборную Польши. С 2004 по 2016 год он принял участие в 12 матчевых встречах, где сыграл 19 одиночных игр, одержав в них 10 побед. Большинство вызовов Майера в команду приходилось на матче первого раунда и плей-офф мировой группы турнира. По итогу 2016 года удалось закончить в топ-50.
2017 год Майер начал с пяти поражений подряд, а первый раз сыграл в четвертьфинале в июне на турнире в Халле, где он защищал прошлогодний титул. Неожиданный всплеск произошёл  в июле на турнире в Гамбурге. Ему удалось выйти в седьмой в Мировом туре финал за карьеру, в котором Майер проиграл Леонардо Майеру в трёх сетах. 2018 год стал последним в карьере немецкого теннисиста. Он завершил карьеру игрой на Открытом чемпионате США.

## Рейтинг на конец года
| Год  | Одиночный рейтинг | Парный рейтинг |
| 2018 | 256               | 539            |
| 2017 | 69                | 205            |
| 2016 | 50                | 382            |
| 2015 | 217               | 303            |
| 2014 | 147               | 348            |
| 2013 | 40                | 239            |
| 2012 | 28                | 137            |
| 2011 | 23                | 63             |
| 2010 | 37                | 181            |
| 2009 | 61                | 773            |
| 2008 | 409               | 272            |
| 2007 | 55                | 267            |
| 2006 | 56                | 382            |
| 2005 | 72                | 171            |
| 2004 | 35                | 234            |
| 2003 | 250               | 1 542          |
| 2002 | 393               | 1 411          |
| 2001 | 873               |                |

По данным официального сайта ATP на последнюю неделю года.

## Выступления на турнирах

### Финалы турнировATPв одиночном разряде (7)

#### Победы (2)
| Легенда                         |
| ------------------------------- |
| Турниры Большого шлема (0)*     |
| Итоговый турнир ATP (0)         |
| Мастерс (0)                     |
| АТР Gold / АТР 500 (1)          |
| АТР International / АТР 250 (1) |

| Титулы по покрытиям | Титулы по месту проведения матчей турнира |
| ------------------- | ----------------------------------------- |
| Хард (0)*           | Зал (0)                                   |
| Грунт (1)           | Зал (0)                                   |
| Трава (1)           | Открытый воздух (2)                       |
| Ковёр (0)           | Открытый воздух (2)                       |

* количество побед в одиночном разряде.
| №  | Дата             | Турнир            | Покрытие | Соперник в финале | Счёт        |
| 1. | 25 сентября 2011 | Бухарест, Румыния | Грунт    | Пабло Андухар     | 6-3 6-1     |
| 2. | 19 июня 2016     | Халле, Германия   | Трава    | Александр Зверев  | 6-2 5-7 6-3 |

#### Поражения (5)
| №  | Дата            | Турнир            | Покрытие   | Соперник в финале | Счёт           |
| 1. | 7 августа 2005  | Сопот, Польша     | Грунт      | Гаэль Монфис      | 6-7(6) 6-4 5-7 |
| 2. | 6 августа 2006  | Сопот, Польша (2) | Грунт      | Николай Давыденко | 6-7(6) 7-5 4-6 |
| 3. | 24 октября 2010 | Стокгольм, Швеция | Хард (зал) | Роджер Федерер    | 4-6 3-6        |
| 4. | 1 мая 2011      | Мюнхен, Германия  | Грунт      | Николай Давыденко | 3-6 6-3 1-6    |
| 5. | 30 июля 2017    | Гамбург, Германия | Грунт      | Леонардо Майер    | 4-6 6-4 3-6    |

### Финалы челленджеров и фьючерсов в одиночном разряде (27)

#### Победы (14)
| Условные обозначения |
| Челленджеры (13)*    |
| Фьючерсы (1)         |

| Титулы по покрытиям | Титулы по месту проведения матчей турнира |
| ------------------- | ----------------------------------------- |
| Хард (5)*           | Зал (0)                                   |
| Грунт (9)           | Зал (0)                                   |
| Трава (0)           | Открытый воздух (14)                      |
| Ковёр (0)           | Открытый воздух (14)                      |

* количество побед в одиночном разряде.
| №   | Дата            | Турнир                               | Покрытие | Соперник в финале    | Счёт              |
| 1.  | 3 августа 2003  | Санкт-Петербург, Россия              | Грунт    | Михал Мертиняк       | 4-6 7-6(3) 6-1    |
| 2.  | 23 ноября 2003  | Лас-Пальмас-де-Гран-Канария, Испания | Грунт    | Иван Наварро         | 6-4 6-2           |
| 3.  | 21 марта 2004   | Мехико, Мексика                      | Грунт    | Адриан Гарсия        | 6-4 6-3           |
| 4.  | 11 июня 2006    | Фюрт, Германия                       | Грунт    | Торстен Попп         | 6-3 6-1           |
| 5.  | 30 июля 2006    | Тампере, Финляндия                   | Грунт    | Эрнест Гулбис        | 7-6(4) 2-6 6-3    |
| 6.  | 20 августа 2006 | Грац, Австрия                        | Хард     | Райнер Шуттлер       | 6-4 5-7 6-2       |
| 7.  | 22 марта 2009   | Бангкок, Таиланд                     | Хард     | Данай Удомчоке       | 7-5 6-2           |
| 8.  | 31 мая 2009     | Карлсруэ, Германия                   | Грунт    | Дастин Браун         | 6-2 6-4           |
| 9.  | 9 января 2010   | Нумеа, Новая Каледония               | Хард     | Флавио Чиполла       | 6-3 6-0           |
| 10. | 21 марта 2010   | Санрайз, США                         | Хард     | Жиль Симон           | 6-4 6-4           |
| 11. | 9 июня 2012     | Простеёв, Чехия                      | Грунт    | Ян Гайек             | 7-6(1) 3-6 7-6(3) |
| 12. | 6 июля 2013     | Брауншвейг, Германия                 | Грунт    | Иржи Веселый         | 4-6 6-2 6-1       |
| 13. | 14 августа 2016 | Порторож, Словения                   | Хард     | Даниил Медведев      | 6-1 6-2           |
| 14. | 21 августа 2016 | Мербуш, Германия                     | Грунт    | Максимилиан Мартерер | 7-6(4) 6-2        |

#### Поражения (13)
| №   | Дата             | Турнир                        | Покрытие    | Соперник в финале   | Счёт           |
| 1.  | 7 июля 2002      | Фоллоника, Италия             | Грунт       | Флориан Альгауэр    | 6-7(4) 6-3 3-6 |
| 2.  | 27 октября 2002  | Вильяфранка-дель-Сид, Испания | Грунт       | Адриан Кручат       | 6-4 5-7 6-7(4) |
| 3.  | 1 декабря 2002   | Гран-Канария, Испания         | Грунт       | Рафаэль Надаль      | 6-7(3) 4-6     |
| 4.  | 2 марта 2003     | Лиссабон, Португалия          | Грунт       | Хуан Пабло Бжежицки | 3-6 2-6        |
| 5.  | 8 февраля 2004   | Вольфсбург, Германия          | Ковёр (зал) | Михал Табара        | 4-6 3-6        |
| 6.  | 13 мая 2007      | Дрезден, Германия             | Грунт       | Юрий Щукин          | 6-7(5) 6-7(3)  |
| 7.  | 9 июля 2007      | Простеёв, Чехия               | Грунт       | Серхио Ройтман      | 6-7(1) 4-6     |
| 8.  | 24 июня 2007     | Брауншвейг, Германия          | Грунт       | Оскар Эрнандес      | 2-6 6-1 1-6    |
| 9.  | 11 января 2009   | Нумеа, Новая Каледония        | Хард        | Брэндан Эванс       | 6-4 3-6 4-6    |
| 10. | 26 апреля 2009   | София, Болгария               | Грунт       | Иво Минарж          | 4-6 3-6        |
| 11. | 16 августа 2009  | Стамбул, Турция               | Хард        | Илья Марченко       | 4-6 4-6        |
| 12. | 24 апреля 2010   | Рим, Италия                   | Грунт       | Федерико Дельбонис  | 4-6 3-6        |
| 13. | 17 сентября 2017 | Щецин, Польша                 | Грунт       | Ришар Гаске         | 6-7(3) 6-7(4)  |

### Финалы турнировATPв парном разряде (1)

#### Поражения (1)
| №  | Дата       | Турнир           | Покрытие | Партнёр         | Соперники в финале     | Счёт        |
| 1. | 1 мая 2005 | Мюнхен, Германия | Грунт    | Александр Васке | Марио Анчич Юлиан Ноул | 3-6 6-1 3-6 |

### Финалы командных турниров (2)

#### Победы (2)
| №  | Год  | Турнир               | Команда                                                  | Соперник в финале                                      | Счёт |
| 1. | 2005 | Командный Кубок мира | Германия · А. Васке, Ф. Майер, Н. Кифер, Т. Хаас         | Аргентина · Г. Гаудио, Г. Каньяс, Г. Кориа, Х. И. Чела | 2-1  |
| 2. | 2011 | Командный Кубок мира | Германия · Ф. Кольшрайбер, Ф. Майер, Ф. Пецшнер, К. Кас, | Аргентина · М. Гонсалес, Х. Монако, Х. И. Чела         | 2-1  |

## История выступлений на турнирах
| Турнир                       | 2004          | 2005          | 2006          | 2007          | 2008          | 2009                    | 2010                    | 2011                    | 2012                    | 2013                    | 2014                    | 2015                    | 2016                    | 2017                    | 2018                    | Итог   | В/П за карьеру |
| ---------------------------- | ------------- | ------------- | ------------- | ------------- | ------------- | ----------------------- | ----------------------- | ----------------------- | ----------------------- | ----------------------- | ----------------------- | ----------------------- | ----------------------- | ----------------------- | ----------------------- | ------ | -------------- |
| Турниры Большого шлема       |               |               |               |               |               |                         |                         |                         |                         |                         |                         |                         |                         |                         |                         |        |                |
| Открытый чемпионат Австралии | 2Р            | 1Р            | 2Р            | 3Р            | 1Р            | 2Р                      | 3Р                      | 2Р                      | -                       | 2Р                      | 4Р                      | -                       | -                       | 1Р                      | 1Р                      | 0 / 12 | 12-12          |
| Открытый чемпионат Франции   | 2Р            | 1Р            | 1Р            | 1Р            | -             | -                       | -                       | 2Р                      | 2Р                      | 1Р                      | -                       | 1Р                      | 1Р                      | 1Р                      | 1Р                      | 0 / 11 | 3-11           |
| Уимблдонский турнир          | 1/4           | 3Р            | 2Р            | 2Р            | -             | -                       | 3Р                      | 2Р                      | 1/4                     | 1Р                      | -                       | 1Р                      | 1Р                      | 2Р                      | 1Р                      | 0 / 12 | 16-12          |
| Открытый чемпионат США       | 2Р            | 1Р            | 2Р            | 1Р            | -             | -                       | 1Р                      | 3Р                      | 1Р                      | 3Р                      | -                       | 1Р                      | 1Р                      | 2Р                      | 1Р                      | 0 / 12 | 7-12           |
| Итог                         | 0 / 4         | 0 / 4         | 0 / 4         | 0 / 4         | 0 / 1         | 0 / 1                   | 0 / 3                   | 0 / 4                   | 0 / 3                   | 0 / 4                   | 0 / 1                   | 0 / 3                   | 0 / 3                   | 0 / 4                   | 0 / 4                   | 0 / 47 |                |
| В/П в сезоне                 | 7-4           | 2-4           | 3-4           | 3-4           | 0-1           | 1-1                     | 4-3                     | 5-4                     | 5-3                     | 3-4                     | 3-1                     | 0-3                     | 0-3                     | 2-4                     | 0-4                     |        | 38-47          |
| Олимпийские игры             |               |               |               |               |               |                         |                         |                         |                         |                         |                         |                         |                         |                         |                         |        |                |
| Летняя олимпиада             | 1Р            | Не проводился | Не проводился | Не проводился | -             | Не проводился           | Не проводился           | Не проводился           | -                       | Не проводился           | Не проводился           | Не проводился           | -                       | Не проводился           | Не проводился           | 0 / 1  | 0-1            |
| Турниры Мастерс              |               |               |               |               |               |                         |                         |                         |                         |                         |                         |                         |                         |                         |                         |        |                |
| Индиан-Уэллc                 | К             | 1Р            | 2Р            | 2Р            | 1Р            | -                       | 1Р                      | 1Р                      | 2Р                      | 3Р                      | 2Р                      | -                       | -                       | -                       | -                       | 0 / 9  | 3-9            |
| Майами                       | К             | 4Р            | 1Р            | 3Р            | 1Р            | -                       | 2Р                      | 4Р                      | 4Р                      | 2Р                      | 3Р                      | -                       | -                       | 1Р                      | -                       | 0 / 10 | 12-9           |
| Монте-Карло                  | -             | 2Р            | К             | 1Р            | К             | -                       | -                       | 2Р                      | 1Р                      | 3Р                      | -                       | 2Р                      | -                       | 1Р                      | 1Р                      | 0 / 8  | 5-8            |
| Гамбург                      | 3Р            | 1Р            | 1Р            | 2Р            | -             | Не турнир серии Мастерс | Не турнир серии Мастерс | Не турнир серии Мастерс | Не турнир серии Мастерс | Не турнир серии Мастерс | Не турнир серии Мастерс | Не турнир серии Мастерс | Не турнир серии Мастерс | Не турнир серии Мастерс | Не турнир серии Мастерс | 0 / 4  | 3-4            |
| Мадрид                       | 1Р            | -             | -             | -             | -             | -                       | -                       | 2Р                      | 1Р                      | 2Р                      | -                       | -                       | -                       | 2Р                      | К                       | 0 / 5  | 3-5            |
| Рим                          | 1Р            | 1Р            | -             | -             | -             | -                       | -                       | 1/4                     | 2Р                      | -                       | -                       | 1Р                      | -                       | 2Р                      | К                       | 0 / 6  | 5-6            |
| Торонто/Монреаль             | -             | -             | -             | -             | -             | -                       | -                       | 1Р                      | 2Р                      | 2Р                      | -                       | -                       | -                       | -                       | -                       | 0 / 3  | 1-3            |
| Цинциннати                   | -             | -             | -             | 1Р            | -             | -                       | 1Р                      | 1Р                      | 2Р                      | 1Р                      | -                       | -                       | -                       | -                       | -                       | 0 / 5  | 1-5            |
| Шанхай                       | Не проводился | Не проводился | Не проводился | Не проводился | Не проводился | 2Р                      | 3Р                      | 1/4                     | 2Р                      | 1/4                     | -                       | -                       | 1Р                      | К                       | -                       | 0 / 6  | 10-5           |
| Париж                        | -             | -             | -             | -             | -             | -                       | -                       | 2Р                      | 1Р                      | -                       | -                       | -                       | -                       | -                       | -                       | 0 / 2  | 1-2            |
| Статистика за карьеру        |               |               |               |               |               |                         |                         |                         |                         |                         |                         |                         |                         |                         |                         |        |                |
| Проведено финалов            | 0             | 1             | 1             | 0             | 0             | 0                       | 1                       | 2                       | 0                       | 0                       | 0                       | 0                       | 1                       | 1                       | 0                       | 7      |                |
| Выиграно турниров            | 0             | 0             | 0             | 0             | 0             | 0                       | 0                       | 1                       | 0                       | 0                       | 0                       | 0                       | 1                       | 0                       | 0                       | 2      |                |
| В/П: всего                   | 19-19         | 21-25         | 26-21         | 18-25         | 2-10          | 3-6                     | 23-18                   | 45-26                   | 23-26                   | 29-26                   | 8-6                     | 4-9                     | 10-12                   | 10-17                   | 2-15                    |        | 243-261        |
| Σ % побед                    | 50 %          | 46 %          | 55 %          | 42 %          | 17 %          | 33 %                    | 56 %                    | 63 %                    | 47 %                    | 53 %                    | 57 %                    | 30 %                    | 45 %                    | 37 %                    | 12 %                    |        | 48 %           |

К — проиграл в квалификационном турнире.